# Temnothorax qingming
Temnothorax qingming (лат.) — вид мелких муравьёв рода Temnothorax из подсемейства мирмицины (Formicidae). Встречается в Китае.

## Этимология
Видовое название T. qingming происходит от слова «Qingming» (清明, «цинмин», «чистый и яркий»), обозначающего один из 24 сроков (знаков зодиака) традиционного Китайского солнечного календаря (знак Овена, с 5 апреля).

## Распространение
Китай: Тибет, район Линьчжи, округа Ньингчи Тибетского автономного района.

## Описание
Мелкие муравьи (около 3 мм), голова гладкая и блестящая, основная окраска тела чёрновато-коричневая. Новый вид сходен с T. wui Wheeler, 1929, но отличается тем, что у нового вида дорсум головы полностью гладкий, задний край головы слабо выпуклый, проподеальные шипы длиннее их базальной ширины, а узел петиоля грубо конический с узко закруглённой вершиной; у T. wui дорсум головы гладкий на центральной продольной полосе, задний край головы слегка вогнут, проподеальные шипы длиннее их базальной ширины, а узел петиоля грубо треугольный с острой вершиной. Новый вид также сходен с T. chunfen, но отличается тем, что у нового вида проподеальные шипы острые и слабо длиннее их базальной ширины при виде сбоку, узел петиоля относительно ниже, промезонотум мелко сетчатый; у T. chunfen проподеальные шипы удлинённые и короче их базальной ширины при виде сбоку, узел петиоля относительно выше, пронотум и дорсум мезонотума гладкие. Новый вид также сходен с T. guyu, но отличается тем, что у нового вида дорсум мезонотума и проподеума прямой в боковом виде, проподеальные шипы коротко шиповатые и слабо длиннее их базальной ширины, дорсум головы полностью гладкий; у T. guyu дорсум мезонотума и проподеума слабо выпуклый в боковом виде, проподеальные шипы прямоугольные и короче их базальной ширины, дорсум головы гладкий на центральной продольной полосе и сетчатый латерально. Заднегрудь угловатая, с проподеальными шипиками. Грудь и голова сверху с морщинками, профиль ровный, без промезонотального и метанотального шва. Брюшко гладкое и блестящее. Усики 12-члениковые. Вид был впервые описан в 2024 году китайскими мирмекологами Yu-Han Qian и Zheng-Hui Xu (Southwest Forestry University, Куньмин, Юньнань) по типовым материалам из Китая.

### Комментарии
1. ↑  В западном календаре это соответствует второй половине зодиакального знака Овена (с 5 апреля), а в переводе означает «Чистый и яркий». Первой половине соответствует chūnfēn и назван вид Temnothorax chunfen.